# Élections fédérales canadiennes de 2015 en Ontario
Les élections fédérales canadiennes de 2015 ont lieu le 19 octobre 2015 en Ontario comme dans reste du Canada. La province est représentée par 121 députés à la Chambre des communes, soit 15 de plus que lors des élections précédentes.

## Résultats provinciaux
| Parti | Parti        | Voix      | Voix   | Siège    |
| ----- | ------------ | --------- | ------ | -------- |
|       | Libéral      | 2 923 791 | 44,8 % | 80 / 121 |
|       | Conservateur | 2 287 179 | 35,0 % | 33 / 121 |
|       | NPD          | 1 084 555 | 16,6 % | 8 / 121  |
|       | Vert         | 189 373   | 2,9 %  | 0 / 121  |

## Résultats par circonscription
- Les noms en gras sont les chefs de parti.
- † Le député sortant ne se représente pas.
- § Le député sortant n'a pas été réinvesti par son parti.
- ‡ Le député sortant se présente dans une autre circonscription

### Ottawa
| Circonscription     | Candidats | Candidats                            | Candidats | Candidats                   | Candidats | Candidats                        | Candidats | Candidats                         | Candidats | Candidats |  | Député sortant                              |                          |
| Circonscription     |           | Conservateur                         |           | NPD                         |           | Libéral                          |           | Vert                              |           | Autre |  | Député sortant                              |                          |
| ------------------- | --------- | ------------------------------------ | --------- | --------------------------- | --------- | -------------------------------- | --------- | --------------------------------- | --------- | --- |  | ------------------------------------------- | ------------------------ |
| Carleton            |           | Pierre Poilievre 27 762 46,86%       |           | Kc Larocque 3 632 6,13 %    |           | Chris Rodgers 25 913 43,74 %     |           | Deborah Coyne 1 932 3,26 %        |           | |  | Nouvelle circonscription                    | Nouvelle circonscription |
| Kanata—Carleton     |           | Walter Pamic 24 829 39,21 %          |           | John Hansen 4 313 6,81 %    |           | Karen McCrimmon 32 477 51,29 %   |           | Andrew West 1 704 2,69 %          |           | |  | Gordon O'Connor† Carleton—Mississippi Mills |                          |
| Nepean              |           | Andy Wang 23 442 36,13 %             |           | Sean Devine 5 324 8,20 %    |           | Chandra Arya 34 017 52,42 %      |           | Jean-Luc Roger Cooke 1 513 2,33 % |           | Jesus Cosico (Ind.) 416 0,64 % Hubert Mamba (Ind.) 69 0,11 % Tony Seed (M-L) 41 0,06 % Harry Splett (Ind.) 66 0,10 %                                |  | Pierre Poilievre‡ Nepean—Carleton           |                          |
| Orléans             |           | Royal Galipeau 23 821 30,54 %        |           | Nancy Tremblay 6 215 7,97 % |           | Andrew Leslie 46 542 59,68 %     |           | Raphaël Morin 1 410 1,81 %        |           | |  | Royal Galipeau Ottawa—Orléans               |                          |
| Ottawa-Centre       |           | Damian Konstantinakos 10 943 14,49 % |           | Paul Dewar 29 098 38,54 %   |           | Catherine McKenna 32 211 42,66 % |           | Tom Milroy 2 246 2,97 %           |           | John Andrew Omowole Akpata (Mar.) 160 0,21 % Dean T, Harris (Libert.) 551 0,73 % Conrad Lukawski (Rhino.) 167 0,22 % Stuart Ryan (Comm.) 124 0,16 % |  | Paul Dewar                                  |                          |
| Ottawa-Sud          |           | Dev Balkissoon 15 711 24,30%         |           | George Brown 7 480 11,57%   |           | David McGuinty 38 831 60,06%     |           | John Redins 1 888 2,92%           |           | Al Gullon (PC) 366 0,57 % Larry Wasslen (Comm.) 136 0,21 % Damien Wilson (Libert.) 237 0,37 %                                                       |  | David McGuinty                              |                          |
| Ottawa—Vanier       |           | David Piccini 12 109 19,11 %         |           | Emilie Taman 12 194 19,25%  |           | Mauril Bélanger 36 474 57,57 %   |           | Nira Dookeran 1 947 3,07 %        |           | Coreen Corcoran (Libert.) 503 0,79 % Christian Legeais (M-L) 128 0,20 %                                                                             |  | Mauril Bélanger                             |                          |
| Ottawa-Ouest—Nepean |           | Abdul Abdi 18 893 30,03%             |           | Marlene Rivier 6 195 9,85%  |           | Anita Vandenbeld 35 199 55,95%   |           | Mark Brooks 1 772 2,82%           |           | Sam Heaton (M-L) 114 0,18% Rod Taylor (PHC) 740 1,18%                                                                                               |  | Vacant                                      |                          |

### Est de l'Ontario
| Circonscription                                  | Candidats | Candidats                    | Candidats | Candidats                    | Candidats | Candidats                        | Candidats | Candidats                             | Candidats | Candidats                              |                          | Député sortant                                   |
| Circonscription                                  |           | Conservateur                 |           | NPD                          |           | Libéral                          |           | Vert                                  |           | Autre                                  |                          | Député sortant                                   |
| ------------------------------------------------ | --------- | ---------------------------- | --------- | ---------------------------- | --------- | -------------------------------- | --------- | ------------------------------------- | --------- | -------------------------------------- | ------------------------ | ------------------------------------------------ |
| Baie de Quinte                                   |           | Jodie Jenkins 19 781 34,27%  |           | Terry Cassidy 7 001 12,13%   |           | Neil Ellis 29 281 50,74%         |           | Rachel Nelems 1 278 2,21%             |           | Trueman Tuck (Ind.) 372 0,64%          |                          | Daryl Kramp‡ Prince Edward—Hastings              |
| Glengarry—Prescott— Russell                      |           | Pierre Lemieux 23 367 36,41% |           | Normand Laurin 5 087 7,93%   |           | Francis Drouin 34 189 53,28%     |           | Genevieve Malouin-Diraddo 1 153 1,80% |           | Jean-Serge Brisson (Libert.) 377 0,59% |                          | Pierre Lemieux                                   |
| Hastings— Lennox and Addington                   |           | Daryl Kramp 20 879 41,93%    |           | Betty Bannon 6 348 12,75%    |           | Mike Bossio 21 104 42,38%        |           | Cam Mather 1 466 2,94%                |           |                                        | Nouvelle circonscription | Nouvelle circonscription                         |
| Kingston et les Îles                             |           | Andy Brooke 14 928 22,70%    |           | Daniel Beals 11 185 17,01%   |           | Mark Gerretsen 36 421 55,37%     |           | Nathan Townend 2 933 4,46%            |           | Luke McAllister (Libert.) 305 0,46%    |                          | Ted Hsu†                                         |
| Lanark—Frontenac—Kingston                        |           | Scott Reid 27 399 47,87%     |           | John Fenik 8 073 14,10%      |           | Phil Archambault 19 325 33,76%   |           | Anita Payne 2 025 3,54%               |           | Mark Budd (Libert.) 418 0,73%          |                          | Scott Reid Lanark—Frontenac—Lennox and Addington |
| Leeds—Grenville—Thousand Islands et Rideau Lakes |           | Gord Brown 26 738 47,38%     |           | Margaret Andrade 4 722 8,37% |           | Mary Jean McFall 22 888 40,56%   |           | Lorraine A, Rekmans 2 088 3,70%       |           |                                        |                          | Gord Brown Leeds—Grenville                       |
| Renfrew—Nipissing— Pembroke                      |           | Cheryl Gallant 26 195 45,83% |           | Dan McCarthy 4 893 8,56%     |           | Jeff Lehoux 18 666 32,66%        |           | Stefan Klietsch 1 105 1,93%           |           | Hector Clouthier (Ind.) 6 300 11,02%   |                          | Cheryl Gallant                                   |
| Stormont—Dundas— South Glengarry                 |           | Guy Lauzon 27 091 51,05%     |           | Patrick Burger 4 332 8,16%   |           | Bernadette Clement 20 452 38,54% |           | Elaine Kennedy 1 191 2,24%            |           |                                        |                          | Guy Lauzon                                       |

### Centre de l'Ontario
| Circonscription                                      | Candidats | Candidats                        | Candidats | Candidats                      | Candidats | Candidats                     | Candidats | Candidats                     | Candidats | Candidats                                                              |               | Député sortant                            |                          |
| Circonscription                                      |           | Conservateur                     |           | NPD                            |           | Libéral                       |           | Vert                          |           | Autre                                                                  |               | Député sortant                            |                          |
| ---------------------------------------------------- | --------- | -------------------------------- | --------- | ------------------------------ | --------- | ----------------------------- | --------- | ----------------------------- | --------- | ---------------------------------------------------------------------- | ------------- | ----------------------------------------- | ------------------------ |
| Barrie—Innisfil                                      |           | John Brassard 22 901 46,41%      |           | Myrna Clark 5 812 11,78%       |           | Colin Wilson 18 308 37,11%    |           | Bonnie North 1 991 4,04%      |           | Gary Nail (PHC) 199 0,40% Jeff Sakula (PAC) 130 0,26%                  | Vacant Barrie | Vacant Barrie                             |                          |
| Barrie—Springwater—Oro-Medonte (recompte judiciaire) |           | Alex Nuttall 21 091 41,74%       |           | Ellen White 5 202 10,29%       |           | Brian Tamblyn 21 005 41,57%   |           | Marty Lancaster 2 648 5,24%   |           | Ram Faerber (Ind.) 188 0,37% Darren Roskam (Libert.) 401 0,79%         |               | Nouvelle circonscription                  | Nouvelle circonscription |
| Bruce—Grey—Owen Sound                                |           | Larry Miller 26 297 46,68%       |           | David McLaren 6 270 11,13%     |           | Kimberley Love 21 879 38,84%  |           | Chris Albinati 1 887 3,35%    |           |                                                                        |               | Larry Miller                              |                          |
| Dufferin—Caledon                                     |           | David Allan Tilson 27 977 46,28% |           | Rehya Yazbek 4 398 7,28%       |           | Ed Crewson 23 643 39,11%      |           | Nancy Urekar 4 433 7,33%      |           |                                                                        |               | David Tilson                              |                          |
| Durham                                               |           | Erin O'Toole 28 967 45,13%       |           | Derek Spence 10 289 16,03%     |           | Corinna Traill 22 949 35,75%  |           | Stacey Leadbetter 1 616 2,52% |           | Andrew Moriarity (PHC) 364 0,57%                                       |               | Erin O'Toole                              |                          |
| Haliburton— Kawartha Lakes—Brock                     |           | Jamie Schmale 27 718 44,83%      |           | Mike Perry 12 012 19,43%       |           | David Marquis 19 634 31,75%   |           | Bill MacCallum 2 470 3,99%    |           |                                                                        |               | Barry Devolin†                            |                          |
| Newmarket—Aurora                                     |           | Lois Brown 24 057 42,61%         |           | Yvonne Kelly 4 806 8,51%       |           | Kyle Peterson 25 508 45,18%   |           | Vanessa Long 1 331 2,36%      |           | Dorian Baxter (PC) 762 1,35%                                           |               | Lois Brown                                |                          |
| Northumberland— Peterborough-Sud                     |           | Adam Moulton 25 165 39,56%       |           | Russ Christianson 9 411 14,80% |           | Kim Rudd 27 043 42,51%        |           | Patricia Sinnott 1 990 3,13%  |           |                                                                        |               | Rick Norlock† Northumberland—Quinte-Ouest |                          |
| Peterborough—Kawartha                                |           | Michael Skinner 23 335 35,07%    |           | Dave Nickle 12 437 18,69%      |           | Maryam Monsef 29 159 43,82%   |           | Doug Mason 1 480 2,22%        |           | Toban Leckie (FD) 131 0,20%                                            |               | Vacant Peterborough                       | Vacant Peterborough      |
| Simcoe—Grey                                          |           | Kellie Leitch 30 612 46,56%      |           | David Matthews 6 332 9,63%     |           | Mike MacEachern 25 352 38,56% |           | JoAnne Fleming 2 923 4,45%    |           | Len Noordegraaf (PHC) 528 0,80%                                        |               | Kellie Leitch                             |                          |
| Simcoe-Nord                                          |           | Bruce Stanton 24 836 43,52%      |           | Richard Banigan 6 037 10,58%   |           | Liz Riley 22 718 39,81%       |           | Peter Stubbins 2 543 4,46%    |           | Jacob Kearey-Moreland (Ind.) 618 1,08% Scott Whittaker (PHC) 319 0,56% |               | Bruce Stanton                             |                          |
| York—Simcoe                                          |           | Peter Van Loan 24 058 50,25%     |           | Sylvia Gerl 4 255 8,89%        |           | Shaun Tanaka 18 083 37,77%    |           | Mark Viitala 1 483 3,10%      |           |                                                                        |               | Peter Van Loan                            |                          |

### Sud de Durham et York
| Circonscription                  | Candidats | Candidats                       | Candidats | Candidats                       | Candidats | Candidats                             | Candidats | Candidats                          | Candidats | Candidats                                                                     |                          | Député sortant                           |
| Circonscription                  |           | Conservateur                    |           | NPD                             |           | Libéral                               |           | Vert                               |           | Autre                                                                         |                          | Député sortant                           |
| -------------------------------- | --------- | ------------------------------- | --------- | ------------------------------- | --------- | ------------------------------------- | --------- | ---------------------------------- | --------- | ----------------------------------------------------------------------------- | ------------------------ | ---------------------------------------- |
| Ajax                             |           | Chris Alexander 19 374 34,41%   |           | Stephanie Brown 4 630 8,22%     |           | Mark Holland 31 458 55,87%            |           | Jeff Hill 788 1,40%                |           | Bob Kesic (Uni) 57 0,10%                                                      |                          | Chris Alexander Ajax—Pickering           |
| Aurora—Oak Ridges— Richmond Hill |           | Costas Menegakis 23 039 45,19%  |           | Brenda Power 2 912 5,71%        |           | Leona Alleslev 24 132 47,34%          |           | Randi Ramdeen 654 1,28%            |           | Kyle Bowles (Animal) 243 0,48%                                                | Nouvelle circonscription | Nouvelle circonscription                 |
| King—Vaughan                     |           | Konstantin Toubis 24 170 44,20% |           | Natalie Rizzo 3 571 6,53%       |           | Deb Schulte 25 908 47,38%             |           | Ann Raney 1 037 1,90%              |           |                                                                               | Nouvelle circonscription | Nouvelle circonscription                 |
| Markham—Stouffville              |           | Paul Calandra 25 565 42,77%     |           | Gregory Hines 3 647 6,10%       |           | Jane Philpott 29 416 49,21%           |           | Myles O'Brien 1 145 1,92%          |           |                                                                               |                          | Paul Calandra Oak Ridges—Markham         |
| Markham—Thornhill                |           | Jobson Easow 13 849 32,31%      |           | Senthi Chelliah 4 595 10,72%    |           | John McCallum 23 878 55,72%           |           | Joshua Russell 535 1,25%           |           |                                                                               | Nouvelle circonscription | Nouvelle circonscription                 |
| Markham—Unionville               |           | Bob Saroya 24 605 49,37%        |           | Colleen Zimmerman 2 528 5,07%   |           | Bang-Gu Jiang 21 596 43,33%           |           | Elvin Kao 1 110 2,23%              |           |                                                                               |                          | John McCallum‡                           |
| Oshawa                           |           | Colin Carrie 23 162 38,17%      |           | Mary Fowler 19 339 31,87%       |           | Tito-Dante Marimpietri 16 588 27,33%  |           | Michael Dempsey 1 522 2,51%        |           | David Gershuny (M-L) 75 0,12%                                                 |                          | Colin Carrie                             |
| Pickering—Uxbridge               |           | Corneliu Chisu 22 591 38,19%    |           | Pamela Downward 5 446 9,21%     |           | Jennifer O'Connell 29 757 50,30%      |           | Anthony Jordan Navarro 1 365 2,31% |           |                                                                               |                          | Corneliu Chisu Pickering—Scarborough-Est |
| Richmond Hill                    |           | Michael Parsa 21 275 43,32%     |           | Adam DeVita 3 950 8,04%         |           | Majid Jowhari 23 032 46,90%           |           | Gwendolyn Veenema 856 1,74%        |           |                                                                               |                          | Costas Menegakis‡                        |
| Thornhill                        |           | Peter Kent 31 911 58,56%        |           | Lorne Cherry 2 814 5,16%        |           | Nancy Coldham 18 395 33,76%           |           | Josh Rachlis 627 1,15%             |           | Gene Balfour (Libert.) 587 1,08% Margaret Leigh Fairbairn (Seniors) 157 0,29% |                          | Peter Kent                               |
| Vaughan—Woodbridge               |           | Julian Fantino 20 746 43,86%    |           | Adriana Marie Zichy 2 198 4,65% |           | Francesco Sorbara 23 041 48,71%       |           | Elise Boulanger 597 1,26%          |           | Anthony Gualtieri (Libert.) 716 1,51%                                         |                          | Julian Fantino Vaughan                   |
| Whitby                           |           | Pat Perkins 27 154 42,09%       |           | Ryan Kelly 6 677 10,35%         |           | Celina Caesar-Chavannes 29 003 44,95% |           | Craig Cameron 1 403 2,17%          |           | Jon O'Connor (Ind.) 279 0,43%                                                 |                          | Pat Perkins Whitby—Oshawa                |

### Banlieue de Toronto
| Circonscription          | Candidats | Candidats                        | Candidats | Candidats                         | Candidats | Candidats                         | Candidats | Candidats                             | Candidats | Candidats                                                     |                          | Député sortant                               |
| Circonscription          |           | Conservateur                     |           | NPD                               |           | Libéral                           |           | Vert                                  |           | Autre                                                         |                          | Député sortant                               |
| ------------------------ | --------- | -------------------------------- | --------- | --------------------------------- | --------- | --------------------------------- | --------- | ------------------------------------- | --------- | ------------------------------------------------------------- | ------------------------ | -------------------------------------------- |
| Don Valley-Est           |           | Maureen Harquail 12 155 29,23%   |           | Khalid Ahmed 4 307 10,36%         |           | Yasmin Ratansi 24 048 57,82%      |           | Laura Elizabeth Sanderson 1 078 2,59% |           |                                                               |                          | Joe Daniel‡                                  |
| Don Valley-Nord          |           | Joe Daniel 17 279 37,82%         |           | Akil Sadikali 3 896 8,53%         |           | Geng Tan 23 494 51,42%            |           | Caroline Brown 1 018 2,23%            |           |                                                               | Nouvelle circonscription | Nouvelle circonscription                     |
| Etobicoke-Centre         |           | Ted Opitz 23 070 37,33%          |           | Tanya De Mello 4 886 7,91%        |           | Borys Wrzesnewskyj 32 612 52,77%  |           | Shawn Rizvi 856 1,39%                 |           | Rob Wolvin (PC) 378 0,61%                                     |                          | Ted Opitz                                    |
| Etobicoke—Lakeshore      |           | Bernard Trottier 20 932 32,45%   |           | Phil Trotter 7 030 10,90%         |           | James Maloney 34 638 53,70%       |           | Angela Salewsky 1 507 2,34%           |           | Janice Murray (M-L) 168 0,26% Liz White (Animal) 233 0,36%    |                          | Bernard Trottier                             |
| Etobicoke-Nord           |           | Toyin Dada 9 673 23,00%          |           | Faisal Hassan 5 220 12,41%        |           | Kirsty Duncan 26 251 62,41%       |           | Akhtar Ayub 524 1,25%                 |           | Anna Di Carlo (M-L) 232 0,55% George Szebik (Ind.) 164 0,39%  |                          | Kirsty Duncan                                |
| Humber River—Black Creek |           | Kerry Vandenberg 7 228 20,16%    |           | Darnel Harris 3 851 10,74%        |           | Judy Sgro 23 995 66,91%           |           | Keith Jarrett 584 1,63%               |           | Christine Nugent (M-L) 201 0,56%                              |                          | Judy Sgro York-Ouest                         |
| Scarborough—Agincourt    |           | Bin Chang 15 802 38,03%          |           | Laura Patrick 3 263 7,85%         |           | Arnold Chan 21 587 51,95%         |           | Debra Scott 570 1,37%                 |           | Jude Coutinho (PHC) 334 0,80%                                 |                          | Arnold Chan                                  |
| Scarborough-Centre       |           | Roxanne James 14 705 32,66%      |           | Alex Wilson 5 227 11,61%          |           | Salma Zahid 22 753 50,53%         |           | Lindsay Thompson 960 2,13%            |           | Katerina Androutsos (Libert.) 1 384 3,07%                     |                          | Roxanne James                                |
| Scarborough—Guildwood    |           | Chuck Konkel 11 108 26,50%       |           | Laura Casselman 4 720 11,26%      |           | John McKay 25 167 60,04%          |           | Kathleen Holding 606 1,45%            |           | Kevin Clarke (Ind.) 175 0,42% Paul Coulbeck (Mar.) 141 0,34%  |                          | John McKay                                   |
| Scarborough-Nord         |           | Ravinder Malhi 10 737 27,40%     |           | Rathika Sitsabaiesan 8 648 22,07% |           | Shaun Chen 18 904 48,24%          |           | Eleni MacDonald 579 1,48%             |           | Aasia Khatoon (Ind.) 156 0,40% Raphael Rosch (Ind.) 164 0,42% |                          | Rathika Sitsabaiesan Scarborough—Rouge River |
| Scarborough— Rouge Park  |           | Leslyn Lewis 13 587 27,36%       |           | KM Shanthikumar 5 145 10,36%      |           | Gary Anandasangaree 29 913 60,24% |           | Calvin Winter 1 010 2,03%             |           |                                                               | Nouvelle circonscription | Nouvelle circonscription                     |
| Scarborough-Sud-Ouest    |           | Roshan Nallaratnam 10 347 21,22% |           | Dan Harris 11 574 23,73%          |           | Bill Blair 25 586 52,47%          |           | Tommy Taylor 1 259 2,58%              |           |                                                               |                          | Dan Harris                                   |
| Willowdale               |           | Chungsen Leung 16 990 36,97%     |           | Pouyan Tabasinejad 3 203 6,97%    |           | Ali Ehsassi 24 519 53,36%         |           | James Arruda 1 025 2,23%              |           | Birinder Singh Ahluwalia (Ind.) 216 0,47%                     |                          | Chungsen Leung                               |
| York-Centre              |           | Mark Adler 18 893 43,99%         |           | Hal Berman 3 148 7,33%            |           | Michael Levitt 20 131 46,88%      |           | Constantine Kritsonis 772 1,80%       |           |                                                               |                          | Mark Adler                                   |

### Centre de Toronto
| Circonscription     | Candidats | Candidats                       | Candidats | Candidats                      | Candidats | Candidats                             | Candidats | Candidats                  | Candidats | Candidats |                          | Député sortant               |
| Circonscription     |           | Conservateur                    |           | NPD                            |           | Libéral                               |           | Vert                       |           | Autre |                          | Député sortant               |
| ------------------- | --------- | ------------------------------- | --------- | ------------------------------ | --------- | ------------------------------------- | --------- | -------------------------- | --------- | --- | ------------------------ | ---------------------------- |
| Beaches—East York   |           | Bill Burrows 9 124 16,43%       |           | Matthew Kellway 17 113 30,82%  |           | Nathaniel Erskine-Smith 27 458 49,45% |           | Randall Sach 1 433 2,58%   |           | Roger Carter 105 0,19% James Sears (Ind.) 254 0,46% Peter Surjanac (Ind.) 43 0,08%                                                            |                          | Matthew Kellway              |
| Davenport           |           | Carlos Oliveira 5 233 10,55%    |           | Andrew Cash 20 506 41,36%      |           | Julie Dzerowicz 21 947 44,26%         |           | Dan Stein 1 530 3,09%      |           | Miguel Figueroa (Comm.) 261 0,53% Chai Kalevar (Ind.) 107 0,22%                                                                               |                          | Andrew Cash                  |
| Don Valley-Ouest    |           | John Carmichael 19 206 37,60%   |           | Syeda Riaz 3 076 6,02%         |           | Rob Oliphant 27 472 53,78%            |           | Natalie Hunt 848 1,66%     |           | John Kittredge 325 0,64% Sharon Cromwell (Ind.) 75 0,15% Elizabeth Hill (Comm.) 84 0,16%                                                      |                          | John Carmichael              |
| Eglinton—Lawrence   |           | Joe Oliver 23 788 42,64%        |           | Andrew Thomson 3 505 6,28%     |           | Marco Mendicino 27 278 48,89%         |           | Matthew Chisholm 799 1,43% |           | Ethan Buchman 308 0,55% Rudy Brunell Solomonovici (Animal) 114 0,20%                                                                          |                          | Joe Oliver                   |
| Parkdale—High Park  |           | Ian Allen 7 641 13,05%          |           | Peggy Nash 23 566 40,24%       |           | Arif Virani 24 623 42,04%             |           | Adam Phipps 1 743 2,98%    |           | Mark Jeftovic 610 1,04% Lorne Gershuny 100 0,17% Terry Parker (Mar.) 191 0,33% Carol Royer (Ind.) 93 0,16%                                    |                          | Peggy Nash                   |
| Spadina—Fort York   |           | Sabrina Zuniga 8 673 15,73%     |           | Olivia Chow 15 047 27,28%      |           | Adam Vaughan 30 141 54,65%            |           | Sharon Danley 1 137 2,06%  |           | Nick Lin 59 0,11% Michael Nicula (PACT) 91 0,17%                                                                                              |                          | Adam Vaughan Trinity—Spadina |
| Toronto-Centre      |           | Julian Di Battista 6 167 12,19% |           | Linda McQuaig 13 467 26,61%    |           | Bill Morneau 29 297 57,90%            |           | Colin Biggin 1 315 2,60%   |           | Philip Fernandez 76 0,15% Mariam Ahmad (Comm.) 133 0,26% Jordan Stone (Ind.) 147 0,29%                                                        |                          | Chrystia Freeland‡           |
| Toronto—Danforth    |           | Benjamin Dichter 5 478 9,86%    |           | Craig Scott 22 325 40,17%      |           | Julie Dabrusin 23 531 42,34%          |           | Chris Tolley 2 618 4,71%   |           | Elizabeth Abbott (Animal) 354 0,64% John Richardson (PC) 1 275 2,29%                                                                          |                          | Craig Scott                  |
| Toronto—St. Paul's  |           | Marnie MacDougall 15 376 26,99% |           | Noah Richler 8 386 14,72%      |           | Carolyn Bennett 31 481 55,26%         |           | Kevin Farmer 1 729 3,03%   |           | |                          | Carolyn Bennett St. Paul's   |
| University—Rosedale |           | Karim Jivraj 9 790 17,51%       |           | Jennifer Hollett 15 988 28,59% |           | Chrystia Freeland 27 849 49,80%       |           | Nick Wright 1 641 2,93%    |           | Jesse Waslowski 233 0,42% Steve Rutchinski 51 0,09% David Berlin (TBP) 122 0,22% Drew Garvie (Comm.) 125 0,22% Simon Luisi (Animal) 126 0,23% | Nouvelle circonscription | Nouvelle circonscription     |
| York-Sud—Weston     |           | James Robinson 8 399 19,22%     |           | Mike Sullivan 13 281 30,39%    |           | Ahmed Hussen 20 093 45,97%            |           | John Johnson 892 2,04%     |           | Stephen Lepone 1 041 2,38% |                          | Mike Sullivan                |

### Brampton Mississauga et Oakville
| Circonscription            | Candidats | Candidats                             | Candidats | Candidats                            | Candidats | Candidats                     | Candidats | Candidats                           | Candidats | Candidats                                                          |                          | Député sortant                      |
| Circonscription            |           | Conservateur                          |           | NPD                                  |           | Libéral                       |           | Vert                                |           | Autre                                                              |                          | Député sortant                      |
| -------------------------- | --------- | ------------------------------------- | --------- | ------------------------------------ | --------- | ----------------------------- | --------- | ----------------------------------- | --------- | ------------------------------------------------------------------ | ------------------------ | ----------------------------------- |
| Brampton-Centre            |           | Bal Gosal 13 345 33,67%               |           | Rosemary Keenan 5 993 15,12%         |           | Ramesh Sangha 19 277 48,64%   |           | Saul Marquard T, Bottcher 844 2,13% |           | Frank Chilelli (M-L) 173 0,44%                                     | Nouvelle circonscription | Nouvelle circonscription            |
| Brampton-Est               |           | Naval Bajaj 10 642 23,54%             |           | Harbaljit Singh Kahlon 10 400 23,01% |           | Raj Grewal 23 652 52,32%      |           | Kyle Lacroix 512 1,13%              |           |                                                                    |                          | Bal Gosal‡ Bramalea—Gore—Malton     |
| Brampton-Nord              |           | Parm Gill 15 888 32,99%               |           | Martin Singh 7 946 16,50%            |           | Ruby Sahota 23 297 48,37%     |           | Pauline Thornham 915 1,90%          |           | Harinderpal Hundal (Comm.) 120 0,25%                               |                          | Parm Gill Brampton—Springdale       |
| Brampton-Sud               |           | Kyle Seeback 15 929 35,04%            |           | Amarjit Sangha 4 843 10,65%          |           | Sonia Sidhu 23 681 52,09%     |           | Shaun Hatton 1 011 2,22%            |           |                                                                    | Nouvelle circonscription | Nouvelle circonscription            |
| Brampton-Ouest             |           | Ninder Thind 13 068 30,11%            |           | Adaoma Patterson 5 400 12,44%        |           | Kamal Khera 24 256 55,89%     |           | Karthika Gobinath 674 1,55%         |           |                                                                    |                          | Kyle Seeback‡                       |
| Mississauga-Centre         |           | Julius Tiangson 17 431 33,62%         |           | Farheen Khan 4 920 9,49%             |           | Omar Alghabra 28 372 54,72%   |           | Linh Nguyen 1 129 2,18%             |           |                                                                    | Nouvelle circonscription | Nouvelle circonscription            |
| Mississauga-Est—Cooksville |           | Wladyslaw Lizon 18 353 35,35%         |           | Ali Naqvi 4 481 8,63%                |           | Peter Fonseca 28 154 54,23%   |           | Jaymini Bhikha 766 1,48%            |           | Tim Sullivan (M-L) 163 0,31%                                       |                          | Wladyslaw Lizon                     |
| Mississauga—Erin Mills     |           | Bob Dechert 21 716 39,24%             |           | Michelle Bilek 5 206 9,41%           |           | Iqra Khalid 27 520 49,72%     |           | Andrew Roblin 905 1,64%             |           |                                                                    |                          | Bob Dechert Mississauga—Erindale    |
| Mississauga—Lakeshore      |           | Stella Ambler 24 435 41,22%           |           | Eric Guerbilsky 4 735 7,99%          |           | Sven Spengemann 28 279 47,71% |           | Ariana Burgener 1 397 2,36%         |           | Dagmar Sullivan (M-L) 111 0,19% Paul Woodworth (Libert.) 316 0,53% |                          | Stella Ambler Mississauga-Sud       |
| Mississauga—Malton         |           | Jagdish Grewal 11 701 26,44%          |           | Dianne Douglas 5 450 12,31%          |           | Navdeep Bains 26 165 59,12%   |           | Heather Mercer 737 1,67%            |           | Naresh Tharani (Ind.) 203 0,46%                                    |                          | Eve Adams§ Mississauga—Brampton-Sud |
| Mississauga—Streetsville   |           | Brad Butt 22 621 40,40%               |           | Fayaz Karim 5 040 9,00%              |           | Gagan Sikand 26 792 47,84%    |           | Chris Hill 1 293 2,31%              |           | Yegor Tarazevich (PHC) 253 0,45%                                   |                          | Brad Butt                           |
| Oakville                   |           | Terence Young 27 497 42,50%           |           | Che Marville 3 830 5,92%             |           | John Oliver 31 956 49,39%     |           | David Doel 1 420 2,19%              |           |                                                                    |                          | Terence Young                       |
| Oakville-Nord—Burlington   |           | Effie Triantafilopoulos 26 342 43,33% |           | Janice Best 4 405 7,25%              |           | Pam Damoff 28 415 46,74%      |           | Adnan Shahbaz 968 1,59%             |           | David Clement (Libert.) 666 1,10%                                  |                          | Lisa Raitt‡ Halton                  |

### Hamilton Burlington et Niagara
| Circonscription                 | Candidats | Candidats                       | Candidats | Candidats                           | Candidats | Candidats                       | Candidats | Candidats                        | Candidats | Candidats                                                                                                |                          | Député sortant                                     |
| Circonscription                 |           | Conservateur                    |           | NPD                                 |           | Libéral                         |           | Vert                             |           | Autre |                          | Député sortant                                     |
| ------------------------------- | --------- | ------------------------------- | --------- | ----------------------------------- | --------- | ------------------------------- | --------- | -------------------------------- | --------- | --- | ------------------------ | -------------------------------------------------- |
| Burlington                      |           | Mike Wallace 29 780 42,48%      |           | David Laird 6 381 9,10%             |           | Karina Gould 32 229 45,98%      |           | Vince Fiorito 1 710 2,44%        |           | |                          | Mike Wallace                                       |
| Flamborough—Glanbrook           |           | David Sweet 24 137 43,48%       |           | Mike DiLivio 7 779 14,01%           |           | Jennifer Stebbing 21 728 39,14% |           | David Allan Urquhart 1 866 3,36% |           | | Nouvelle circonscription | Nouvelle circonscription                           |
| Hamilton-Centre                 |           | Yonatan Rozenszajn 6 018 14,65% |           | David Christopherson 18 719 45,56%  |           | Anne Tennier 13 718 33,39%      |           | Ute Schmid-Jones 1 778 4,33%     |           | Maria Anastasiou (Ind.) 186 0,45% Michael James Baldasaro (Mar.) 348 0,85% Rob Young (Libert.) 316 0,77% |                          | David Christopherson                               |
| Hamilton-Est— Stoney Creek      |           | Diane Bubanko 12 715 25,26%     |           | Wayne Marston 16 465 32,71%         |           | Bob Bratina 19 622 38,99%       |           | Erin Davis 1 305 2,59%           |           | Wendell Fields (M-L) 55 0,11% Bob Mann (Comm.) 170 0,34%                                                 |                          | Wayne Marston                                      |
| Hamilton Mountain               |           | Al Miles 12 991 25,70%          |           | Scott Duvall 18 146 35,89%          |           | Shaun Burt 16 933 33,49%        |           | Raheem Aman 1 283 2,54%          |           | Andrew James Caton (Libert.) 763 1,51% Jim Enos (PHC) 438 0,87%                                          |                          | Chris Charlton†                                    |
| Hamilton-Ouest— Ancaster—Dundas |           | Vincent Samuel 19 821 31,83%    |           | Alex Johnstone 10 131 16,27%        |           | Filomena Tassi 29 694 47,68%    |           | Peter Ormond 2 633 4,23%         |           | |                          | David Sweet‡ Ancaster—Dundas— Flamborough—Westdale |
| Milton                          |           | Lisa Raitt 22 378 45,38%        |           | Alex Anabusi 5 366 10,88%           |           | Azim Rizvee 19 940 40,44%       |           | Mini Batra 1 131 2,29%           |           | Chris Jewell (Libert.) 493 1,00%                                                                         | Nouvelle circonscription | Nouvelle circonscription                           |
| Niagara-Centre                  |           | Leanna Villella 16 248 29,71%   |           | Malcolm Allen 17 218 31,49%         |           | Vance Badawey 19 513 35,68%     |           | David Clow 1 316 2,41%           |           | Jody Di Bartolomeo (Animal) 291 0,53% Ron J, Walker (M-L) 96 0,18%                                       |                          | Malcolm Allen Welland                              |
| Niagara Falls                   |           | Rob Nicholson 27 235 42,09%     |           | Carolynn Ioannoni 13 525 20,90%     |           | Ron Planche 22 318 34,49%       |           | Steven Soos 1 633 2,52%          |           | |                          | Rob Nicholson                                      |
| Niagara-Ouest                   |           | Dean Allison 24 732 48,82%      |           | Nameer Rahman 5 802 11,45%          |           | Phil Rose 16 581 32,73%         |           | Sid Frere 1 511 2,98%            |           | Allan de Roo (Libert.) 797 1,57% Harold Jonker (PHC) 1 234 2,44%                                         |                          | Dean Allison Niagara-Ouest—Glanbrook               |
| St. Catharines                  |           | Rick Dykstra 21 637 37,57%      |           | Susan Erskine-Fournier 9 511 16,51% |           | Chris Bittle 24 870 43,18%      |           | Jim Fannon 1 488 2,58%           |           | Saleh Waziruddin (Comm.) 85 0,15%                                                                        |                          | Rick Dykstra                                       |

### Centre-ouest de l'Ontario
| Circonscription         | Candidats | Candidats                       | Candidats | Candidats                        | Candidats | Candidats                      | Candidats | Candidats                          | Candidats | Candidats                                                                                      |                          | Député sortant                 |
| Circonscription         |           | Conservateur                    |           | NPD                              |           | Libéral                        |           | Vert                               |           | Autre                                                                                          |                          | Député sortant                 |
| ----------------------- | --------- | ------------------------------- | --------- | -------------------------------- | --------- | ------------------------------ | --------- | ---------------------------------- | --------- | ---------------------------------------------------------------------------------------------- | ------------------------ | ------------------------------ |
| Brantford—Brant         |           | Phil McColeman 25 874 40,89%    |           | Marc Laferriere 15 715 24,84%    |           | Danielle Takacs 19 422 30,70%  |           | Kevin Brandt 1 582 2,50%           |           | Rob Ferguson 515 0,81% The Engineer Turmel (Ind.) 164 0,26%                                    |                          | Phil McColeman Brant           |
| Cambridge               |           | Gary Goodyear 20 613 38,65%     |           | Bobbi Stewart 7 397 13,87%       |           | Bryan May 23 024 43,17%        |           | Michele Braniff 1 723 3,23%        |           | Manuel Couto (M-L) 108 0,20% Lee Sperduti (Ind.) 474 0,89%                                     |                          | Gary Goodyear                  |
| Guelph                  |           | Gloria Kovach 18 407 26,35%     |           | Andrew Seagram 8 392 12,01%      |           | Lloyd Longfield 34 303 49,10%  |           | Gord Miller 7 909 11,32%           |           | Alexander Fekri 520 0,74% Tristan Dineen (Comm.) 144 0,21% Kornelis Klevering (Mar.) 193 0,28% |                          | Frank Valeriote†               |
| Haldimand—Norfolk       |           | Diane Finley 24 714 44,14%      |           | John Harris 7 625 13,62%         |           | Joan Mouland 20 487 36,59%     |           | Wayne Ettinger 1 857 3,32%         |           | Leslie Bory (Ind.) 151 0,27% Dave Bylsma (PHC) 884 1,58% Dustin Wakeford (Ind.) 272 0,49%      |                          | Diane Finley                   |
| Huron—Bruce             |           | Ben Lobb 26 174 44,94%          |           | Gerard Creces 7 544 12,95%       |           | Allan Thompson 23 129 39,71%   |           | Jutta Splettstoesser 1 398 2,40%   |           |                                                                                                |                          | Ben Lobb                       |
| Kitchener-Centre        |           | Stephen Woodworth 15 872 30,36% |           | Susan Cadell 8 680 16,60%        |           | Raj Saini 25 504 48,78%        |           | Nicholas Wendler 1 597 3,05%       |           | Slavko Miladinovic 515 0,99% Julian Ichim (M-L) 112 0,21%                                      |                          | Stephen Woodworth              |
| Kitchener—Conestoga     |           | Harold Albrecht 20 649 43,29%   |           | James Villeneuve 4 653 9,75%     |           | Tim Louis 20 398 42,76%        |           | Bob Jonkman 1 314 2,75%            |           | Richard Hodgson 685 1,44%                                                                      |                          | Harold Albrecht                |
| Kitchener-Sud—Hespeler  |           | Marian Gagné 17 544 36,68%      |           | Lorne Bruce 7 440 15,56%         |           | Marwan Tabbara 20 215 42,27%   |           | David Weber 1 767 3,69%            |           | Nathan Lajeunesse 772 1,61% Elaine Baetz (M-L) 91 0,19%                                        | Nouvelle circonscription | Nouvelle circonscription       |
| Oxford                  |           | Dave MacKenzie 25 966 45,67%    |           | Zoe Kunschner 9 406 16,55%       |           | Don McKay 18 299 32,19%        |           | Mike Farlow 2 004 3,53%            |           | Melody Ann Aldred (PHC) 1 175 2,07%                                                            |                          | Dave MacKenzie                 |
| Perth—Wellington        |           | John Nater 22 255 42,92%        |           | Ethan Rabidoux 7 756 14,96%      |           | Stephen McCotter 19 480 37,57% |           | Nicole Ramsdale 1 347 2,60%        |           | Irma DeVries (PHC) 794 1,53% Roger Fuhr (Ind.) 219 0,42%                                       |                          | Gary Schellenberger†           |
| Waterloo                |           | Peter Braid 19 318 32,28%       |           | Diane Freeman 8 928 14,92%       |           | Bardish Chagger 29 752 49,71%  |           | Richard Walsh 1 713 2,86%          |           | Emma Hawley-Yan (Animal) 138 0,23%                                                             |                          | Peter Braid Kitchener—Waterloo |
| Wellington—Halton Hills |           | Michael Chong 32 482 50,90%     |           | Anne Gajerski-Cauley 5 321 8,34% |           | Don Trant 23 279 36,48%        |           | Brent Allan Bouteiller 2 547 3,99% |           | Harvey Edward Anstey (PAC) 183 0,29%                                                           |                          | Michael Chong                  |

### Sud-ouest de l'Ontario
| Circonscription         | Candidats | Candidats                          | Candidats | Candidats                           | Candidats | Candidats                        | Candidats | Candidats                        | Candidats | Candidats                                                              |  | Député sortant                       |
| Circonscription         |           | Conservateur                       |           | NPD                                 |           | Libéral                          |           | Vert                             |           | Autre                                                                  |  | Député sortant                       |
| ----------------------- | --------- | ---------------------------------- | --------- | ----------------------------------- | --------- | -------------------------------- | --------- | -------------------------------- | --------- | ---------------------------------------------------------------------- |  | ------------------------------------ |
| Chatham-Kent—Leamington |           | Dave Van Kesteren 21 677 41,71%    |           | Tony Walsh 9 549 18,37%             |           | Katie Omstead 19 351 37,23%      |           | Mark Vercouteren 1 394 2,68%     |           |                                                                        |  | Dave Van Kesteren Chatham-Kent—Essex |
| Elgin—Middlesex—London  |           | Karen Louise Vecchio 28 023 49,22% |           | Fred Sinclair 8 771 15,41%          |           | Lori Baldwin-Sands 17 642 30,99% |           | Bronagh Joyce Morgan 1 783 3,13% |           | Lou Bernardi (Rhino.) 185 0,32% Michael Hopkins (PHC) 529 0,93%        |  | Joe Preston†                         |
| Essex                   |           | Jeff Watson 21 602 35,69%          |           | Tracey Ramsey 25 072 41,42%         |           | Audrey Festeryga 12 639 20,88%   |           | Jennifer Alderson 1 141 1,88%    |           | Enver Villamizar (M-L) 77 0,13%                                        |  | Jeff Watson                          |
| Lambton—Kent—Middlesex  |           | Bev Shipley 28 300 50,21%          |           | Rex Isaac 9 598 17,03%              |           | Ken Filson 16 592 29,44%         |           | Jim Johnston 1 873 3,32%         |           |                                                                        |  | Bev Shipley                          |
| London—Fanshawe         |           | Suzanna Dieleman 14 891 27,20%     |           | Irene Mathyssen 20 684 37,78%       |           | Khalil Ramal 17 214 31,44%       |           | Matthew Peloza 1 604 2,93%       |           | Ali Hamada (Ind.) 352 0,64%                                            |  | Irene Mathyssen                      |
| London-Centre-Nord      |           | Susan Truppe 19 990 31,10%         |           | German Gutierrez 9 423 14,66%       |           | Peter Fragiskatos 32 427 50,45%  |           | Carol Dyck 2 286 3,56%           |           | Marvin Roman (M-L) 145 0,23%                                           |  | Susan Truppe                         |
| London-Ouest            |           | Ed Holder 24 036 35,33%            |           | Matthew Rowlinson 10 087 14,83%     |           | Kate Young 31 167 45,82%         |           | Dimitri Lascaris 1 918 2,82%     |           | Jacques Y, Boudreau (Libert.) 732 1,08% Michael Lewis (Comm.) 87 0,13% |  | Ed Holder                            |
| Sarnia—Lambton          |           | Marilyn Gladu 22 565 38,82%        |           | Jason Wayne McMichael 18 102 31,14% |           | Dave McPhail 15 853 27,27%       |           | Peter Smith 1 605 2,76%          |           |                                                                        |  | Patricia Davidson†                   |
| Windsor—Tecumseh        |           | Jo-Anne Gignac 14 656 27,47%       |           | Cheryl Hardcastle 23 215 43,52%     |           | Frank Schiller 14 177 26,58%     |           | David Momotiuk 1 047 1,96%       |           | Laura Chesnik (M-L) 249 0,47%                                          |  | Joe Comartin†                        |
| Windsor-Ouest           |           | Henry Lau 9 734 20,75%             |           | Brian Masse 24 085 51,35%           |           | David Sundin 11 842 25,25%       |           | Cora LaRussa 1 083 2,31%         |           | Margaret Villamizar (M-L) 161 0,34%                                    |  | Brian Masse                          |

### Nord de l'Ontario
| Circonscription                | Candidats | Candidats                    | Candidats | Candidats                     | Candidats | Candidats                    | Candidats | Candidats                     | Candidats | Candidats                                                                                               |  | Député sortant  |
| Circonscription                |           | Conservateur                 |           | NPD                           |           | Libéral                      |           | Vert                          |           | Autre                                                                                                   |  | Député sortant  |
| ------------------------------ | --------- | ---------------------------- | --------- | ----------------------------- | --------- | ---------------------------- | --------- | ----------------------------- | --------- | --- |  | --------------- |
| Algoma—Manitoulin— Kapuskasing |           | André Robichaud 9 820 23,73% |           | Carol Hughes 16 516 39,92%    |           | Heather Wilson 14 111 34,11% |           | Calvin John Orok 927 2,24%    |           | |  | Carol Hughes    |
| Kenora                         |           | Greg Rickford 8 751 28,37%   |           | Howard Hampton 10 420 33,79%  |           | Bob Nault 10 918 35,40%      |           | Ember C, McKillop 501 1,62%   |           | Kelvin Boucher-Chicago (Ind.) 162 0,53%                                                                 |  | Greg Rickford   |
| Nickel Belt                    |           | Aino Laamanen 8 221 16,74%   |           | Claude Gravelle 18 556 37,78% |           | Marc Serré 21 021 42,80%     |           | Stuart McCall 1 217 2,48%     |           | Dave Starbuck (M-L) 98 0,20%                                                                            |  | Claude Gravelle |
| Nipissing—Timiskaming          |           | Jay Aspin 14 325 29,31%      |           | Kathleen Jodouin 7 936 16,24% |           | Anthony Rota 25 357 51,88%   |           | Nicole Peltier 1 257 2,57%    |           | |  | Jay Aspin       |
| Parry Sound—Muskoka            |           | Tony Clement 22 206 43,30%   |           | Matt McCarthy 5 183 10,11%    |           | Trisha Cowie 19 937 38,88%   |           | Glen Hodgson 3 704 7,22%      |           | Duncan Bell (Pirate) 121 0,24% Gordie Merton (PAC) 88 0,17% Albert Gray Smith (M-L) 40 0,08%            |  | Tony Clement    |
| Sault Ste. Marie               |           | Bryan Hayes 13 615 31,12%    |           | Skip Morrison 9 543 21,81%    |           | Terry Sheehan 19 582 44,75%  |           | Kara Flannigan 934 2,13%      |           | Mike Taffarel (M-L) 83 0,19%                                                                            |  | Bryan Hayes     |
| Sudbury                        |           | Fred Slade 10 473 21,10%     |           | Paul Loewenberg 13 793 27,79% |           | Paul Lefebvre 23 534 47,42%  |           | David Robinson 1 509 3,04%    |           | Jean-Raymond Audet (Ind.) 134 0,27% J, David Popescu (Ind.) 84 0,17% Elizabeth Rowley (Comm.) 102 0,21% |  | Vacant          |
| Thunder Bay—Rainy River        |           | Moe Comuzzi 8 876 21,09%     |           | John Rafferty 12 483 29,66%   |           | Don Rusnak 18 523 44,02%     |           | Christy Radbourne 2 201 5,23% |           | |  | John Rafferty   |
| Thunder Bay— Superior-Nord     |           | Richard Harvey 7 775 17,43%  |           | Andrew Foulds 10 339 23,18%   |           | Patty Hajdu 20 069 44,99%    |           | Bruce Hyer 6 155 13,80%       |           | Robert Skaf (Ind.) 270 0,61%                                                                            |  | Bruce Hyer      |
| Timmins—Baie James             |           | John P, Curley 7 605 20,40%  |           | Charlie Angus 15 974 42,86%   |           | Todd Lever 12 940 34,72%     |           | Max Kennedy 752 2,02%         |           | |  | Charlie Angus   |